# Rangjung Rigpe Dorje
| Tibetische Bezeichnung                              |
| --------------------------------------------------- |
| Tibetische Schrift: རང་འབྱུང་རིག་པའི་རྡོ་རྗེ་               |
| Wylie-Transliteration: rang 'byung rig pa'i rdo rje |

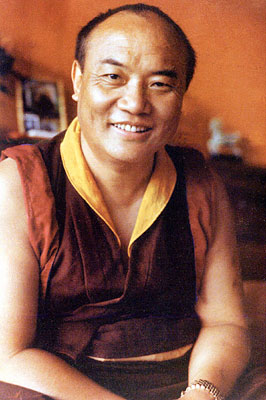
Rangjung Rigpe Dorje

Rangjung Rigpe Dorje (tib.: rang byung rig pa'i rdo rje; * 14. August 1924 in Denkhog; † 5. November 1981 in Zion (Illinois) (USA)) war der 16. Gyalwa Karmapa der Karma-Kagyü-Linie des tibetischen Buddhismus.

## Biographie
Der 16. Gyelwa Karmapa wurde am 14. August 1924 in Denkhog (tib.: 'dan khog), Nang chen, geboren. Der Name seines Vaters lautete Tshewang Phüntshog und seine Mutter hieß Kelsang Drölma. Er wurde unweit einer als heilig erachteten Höhle, in der einst Guru Rinpoche meditiert hatte, zur Welt gebracht. Bei seiner Geburt war ein Khenpo anwesend, der die Mutter in der Reinigungszeremonie unterwies. Die Umstände seiner Geburt entsprachen dem Brief seines Vorgängers, so dass Jampel Tsülthrim die zuständigen Behörden des Klosters Tshurphu informierte. Pema Wangchug Gyelpo (1886–1952; der 11. Tai Situpa), Beru Khyentse und der 2. Jamgon Kongtrül waren dafür zuständig die Dinge zu klären. Es wurde ein Suchtrupp gebildet, der das Kind lokalisierte. Der 11. Tai Situpa und der 2. Jamgon Kontrül erkannten den 16. Gyelwa Karmapa an und ersuchten auch um Bestätigung durch den 13. Dalai Lama, dessen Büro aber bereits den Sohn eines seiner Minister als Wiedergeburt des 15. Karmapa anerkannt und bestätigt hatte. Erst nun wurden die Anweisungen des 15. Karmapa hervorgeholt und es zeigte sich so, dass die Umstände der Auffindung Rangjung Rigpe Dorje der Beschreibung des 15. Karmapa entsprachen. Er erhielt die Bodhisattva-Gelübde und die Novizengelübde von Tai Situpa und dem 2. Jamgon Kongtrül.
Im Alter von 8 Jahren erhielt er die Vajra-Krone und die zeremoniellen Gewänder des Gyelwa Karmapa wurden ihm von Tshurphu gebracht. Später begleitete ihn der 11. Tai Situpa auf seiner langen Reise nach Tshurphu, wo er vom 11. Goshri Gyeltshab Rinpoche, dem 2. Jamgon Kongtrül Rinpoche und dem 10. Pawo Rinpoche begrüßt wurde. Der 13. Dalai Lama gab ihm die Haarschnitt-Zeremonie, wonach er offiziell vom 11. Tai Situpa und dem 10. Drugchen Mipham Chökyi Wangpo (1884–1930) inthronisiert wurde. Er erhielt die gesamte Übertragung der Lehren der Kagyü von Tai Situpa und dem 2. Jamgon Kongtrül. Er studierte das Sutrayana mit Gangkar Rinpoche und die Tantras mit Khyentse Rinpoche. Von Situpa und Jamgön Kongtrül Rinpoche erhielt er die Novizengelübde. Auch in der Sakya-Tradition wurde er unterrichtet.
Die Mahamudra Belehrungen erhielt er von Jamgon Kongtrül Pelden Khyentse Öser, Terma Unterweisungen von Trülku Orgyen Rinpoche. Er besuchte Jamyang Khyentse Chökyi Lodrö um die Zeremonie der schwarzen Vajra-Krone auszuführen, die auf Deshin Shegpa zurückgeht.
Zwischen 1941 und 1944 verbrachte er die meiste Zeit in Tshurphu im Retreat. Tshurphu wurde zu dieser Zeit vergrößert.
Danach unternahm er eine Reise durch Tibet, um seine Klöster zu besuchen, die Bevölkerung zu segnen und Belehrungen zu geben. Auch nahm er eine Einladung Jigme Dorje Wangchugs nach Bhutan an.
1947 machte er eine Pilgerreise nach Nepal, Indien (Bodhgaya) und Sikkim.
1948 Himachal Pradesh und Ngari, um den Kailash zu besuchen, dann wieder Tshurphu.
1954 reiste er in Begleitung des 14. Dalai Lama und des 10. Penchen Lama nach Peking. Auf seinem Hinweg erkannte er den 14. Shamarpa Mipham Chökyi Lodrö und auf dem Rückweg erkannte er den 12. Tai Situpa (* 1954) an. Er gab seltene und wertvolle Übertragungen an Kalu Rinpoche (1905-1989; Shangpa-Kagyü), Chögyam Trungpa, der 11. Trungpa Tulku aus Surmang und Akong Trülku (1939–2013).
1955 brachen die ersten Kämpfe zwischen der Volksbefreiungsarmee und Khampas in Osttibet aus. Rangjung Rigpe Dorje unterrichtete den 14. Dalai Lama in Lhasa über die Unruhen und kehrte dann nach Tshurphu zurück.
Als der Krieg in ganz Tibet herrschte kündigte Karmapa an, er werde gehen wenn die Zeit reif sei.
1956 machten der 14. Dalai Lama, der 10. Penchen Lama und der Karmapa auf Einladung der Mahabodhi Gesellschaft eine Pilgerreise nach Indien. Karmapa besuchte seine Schüler Trashi Namgyel, König von Sikkim und Ashi Wangmo, die buddhistische Prinzessin von Bhutan. Rangjung Rigpe Dorje bat in diesem Jahr auch den 14. Dalai Lama darum einen seit der Zeit des 8. Dalai Lama bestehenden Bann gegen die Shamarpa-Trülkus aufzuheben, was dieser 1963 in Form eines Briefes auch tat.
1959 sandte er Kalu Rinpoche, den 12. Tai Situpa und den 9. Sanggye Nyenpa Rinpoche nach Bhutan. Er erkannte den 12. Goshri Gyeltshab Rinpoche und den 9. Traleg Rinpoche (* 1955) an. Am 13. März 1959 verließ der 16. Gyelwa Karmapa Tibet endgültig. Mit einem Gefolge von über 160 Lamas, Mönchen und Laien, darunter Dilgo Khyentse Rinpoche, der damals fünfjährige Goshri Gyeltshab Rinpoche und Dzogchen Ponlop Rinpoche, flüchtete er über Bhutan nach Sikkim, um die Lehren des tibetischen Buddhismus vor der Zerstörung zu retten. Sie nahmen heilige Statuen, Bilder, Reliquien und andere wertvolle Besitztümer mit.
Mit der Unterstützung Jawaharlal Nehrus konnte er Rumtek als neuen Sitz der Karmapas wählen. Bereits zu Zeiten des 12. Karmapa gab es drei Karma-Kagyü-Klöster in Sikkim, das alte Kloster Rumtek war jedoch in sehr schlechtem Zustand.
Zwischen 1962 und 1966 wurde in Sikkim ein neues Kloster gebaut, dessen Grundstein der König von Sikkim selbst legte und das neuer Hauptsitz des Karmapa wurde. Das Dharmachakra Zentrum.
1967 sandte er den Elften Chögyam Trungpa Rinpoche und Akong Tulku Rinpoche (* 1939) nach Großbritannien, wo sie ein nach Samye-Ling benanntes Kloster in Dumfriesshire in Schottland gründeten, das erste tibetisch-buddhistische Kloster in der westlichen Welt.
1969 begegneten ihm Hannah und Ole Nydahl, zu denen ein sehr nahes Lehrer-Schüler-Verhältnis entstand. Als seine westlichen Hauptschüler beauftragte er sie 1973, im Westen zu lehren und Diamantweg-Zentren aufzubauen.
1974 begann der 16. Karmapa seine erste große internationale Reise in die Vereinigten Staaten, Kanada und Europa. Zum ersten Mal vollzog Rangjung Rigpe Dorje die Zeremonie der schwarzen Vajra-Krone in einem westlichen Land.
Nach seinen Besuchen in Deutschland 1974 und 1977 kam es hier vermehrt zu Neugründungen von Karma-Kagyü-Zentren. 1975 traf der 16. Gyelwa Karmapa Papst Paul VI.
1975 sandte Rangjung Rigpe Dorje Lama Gendün Rinpoche in das Département Dordogne, um den Fortbestand und die Authentizität der Dharma-Übertragung im Westen sicherzustellen. Mittlerweile sind dort vier Dhagpos entstanden, buddhistische Meditations- und Retreatzentren sowie Eremitagen.
Von 1976 bis 1977 begab er sich ein weiteres Mal auf eine internationale Reise, bei der er viele religiöse Zentren in vier Kontinenten besuchte und sich mit Regierungsoberhäuptern, den Ältesten vieler Traditionen, darunter die der Hopi Indianer, und Künstlern traf.
1960-1970 Der 16. Gyelwa Karmapa bekam ein großes Stück Land von der königlichen Familie von Bhutan für den Bau eines Haupt-Klosters.
1979 wurde der Grundstein für den Bau eines Klosters in Neu-Delhi gelegt. 1980–81 machte er seine letzte große internationale Reise. Er hatte Anzeichen von Krebs.
Während seines Aufenthalts in den USA starb der 16. Gyelwa Karmapa 1981 im Alter von 56 Jahren in der American International Clinic in Zion nahe Chicago. Berichten nach verstarb er in Meditationshaltung; nach ihnen soll auch die Region um sein Herz drei Tage nach seinem Tod noch warm gewesen sein.
Die Verbrennungs-Zeremonie fand in Rumtek statt, mehrere tausend Schüler aus aller Welt waren anwesend. Seine Reliquien werden in einem Stupa auf dem Dach des Klosters aufbewahrt.

## Tätigkeit
Neben dem Erhalt von Buddhas Lehre durch unzählige Belehrungen, Einweihungen und die Anerkennung bewusst wiedergeborener Inkarnationen sorgte Karmapa Rangjung Rigpe Dorje für die Verbreitung des Dharma im Westen. Die Karma-Kagyü-Linie wird nun auch in Mittel- und Osteuropa, Russland sowie Nord- und Südamerika praktiziert. Die Karmapa-Flagge (Namkhyen Gyaldar) wurde nach einer Traum-Vision des 16. Karmapa angefertigt.
Der 16. Karmapa ordinierte auch Frauen zu buddhistischen Nonnen. Zu den ersten aus dem Westen stammenden Nonnen gehörten Freda Bedi/Gelongma Karma Kechog Palmo (Sister Palmo), Jetsünma Tenzin Palmo, Tsültrim Allione und Yahne Le Toumelin (die Mutter von Matthieu Ricard), die allesamt bereits in den 60er Jahren ordiniert wurden.

## Linie
Auf Initiative Dhamchö Yongdüs, dem Generalsekretär des verstorbenen 16. Gyelwa Karmapa, wurde ein Treffen der höchsten Lamas der Karma-Kagyü organisiert. Dazu wurden Mipham Chökyi Lodrö (der 14. Shamarpa), Pema Dönyö Nyinche Wangpo (der 12. Tai Situpa), Karma Lodrö Chökyi Sengge (der 3. Jamgon Kongtrül) und Dragpa Tenpe Yarphel (der 12. Goshri Gyeltshab Rinpoche) eingeladen. Diese vier sollten ein Konzil bilden, das für die spirituellen Angelegenheiten der Karma-Kagyü verantwortlich war. Sie wurden damit beauftragt die nächste Inkarnation des Gyelwa Karmapa zu lokalisieren, was sie auch akzeptierten um den Wünschen des 16. Gyelwa Karmapa gerecht zu werden. Jeweils einer der vier sollte drei Jahre lang als höchster Lama der Karma-Kagyü angesehen werden, dann sollte diese Verantwortung wechseln. So wurde es vom Nektar des Dharma, der offiziellen Zeitung zur Veröffentlichung der Angelegenheiten des Gyelwa Karmapa, in Rumtek publiziert. Dhamchö Yongdü starb nach 34 Jahren im Amt des Generalsekretärs 1982. Sein Nachfolger wurde Topga Yugyel, der das Amt bis 1992 innehatte, und dann von der Internationalen Versammlung der Kagyü (Kagyu International Assembly), abgesetzt wurde. Diese repräsentierte allerdings nur den Teil der Karma-Kagyü-Schule, die Situpa in seiner Wahl von Ogyen Trinley als 17. Karmapa unterstützten. Der Karmapa Charitable Trust, den der 16. Karmapa für die Amtsgeschäfte in Rumtek nach seinem Tod vorgesehen hatte, war damit nicht einverstanden. Es kam zu immer größeren Spannungen zwischen dem 14. Shamarpa und den beiden anderen Regenten, dem 12. Situpa und dem 12. Gyaltsabpa. (Der 3. Jamgön Kongtrül starb 1992 bei einem Autounfall.) In Folge der Uneinigkeit über die Wiedergeburt des 16. Karmapa kam es zum Karmapa-Konflikt.
Die Zeremonie der schwarzen Vajra-Krone wurde seit dem Tod Rangjung Rigpe Dorjes nicht mehr ausgeführt. Die Krone liegt verschlossen in Rumtek.